# Univerzalismus
Univerzalismus je:
- v obecném slova smyslu způsob myšlení, předpokládající či uznávající dějinnou, substanciální a prostorovou jednotu vesmíru a všech jeho součástí;
- v původním slova smyslu odkazující na náboženské, teologické a filozofické myšlení či teorie ("vše se vztahuje ke všemu"), aplikace nebo použití

Pokud je univerzalismus chápán ve smyslu preferování obecných zájmů před zájmy dílčími, pak jeho opakem je partikularismus.